# Kra lodowcowa
Kra lodowcowa (porwak lodowcowy) – wielki kompleks skał plastycznych lub sypkich (do wielkości kilku kilometrów) wyrwany z podłoża w przez ruchy lądolodu i przeniesiony niekiedy na olbrzymie odległości (kilkuset kilometrów i więcej).

## Przykłady porwaków lodowcowych w Polsce
Porwaki lodowcowe bardzo często występują w osadach lodowcowych (lecz rzadziej niż głazy narzutowe, które są mniejsze). Wielokrotnie też występują na powierzchni, lecz nierzadko nie odróżniają się od reszty skał ze względu na podobieństwo składu i wieku. Spektakularne są odsłonięcia na powierzchni porwaków różniących się zasadniczo składem i wiekiem, m.in.:
- najdonośniejszym przykładem kry lodowcowej są skały jurajskie z okolic Łukowa, gdzie wśród utworów plejstoceńskich znajdują się iły jurajskie (przywleczone prawdopodobnie z Litwy) z licznymi amonitami i bułami sferosyderytów.
- porwak wapienia lub margla kredowego w pobliżu Łukęcina k. Kamienia Pomorskiego
- wyeksploatowany przez kamieniołom porwak kredowy w pobliżu Lubina na wyspie Wolin, obecnie w jego miejscu znajduje się Jezioro Turkusowe
- wyeksploatowany porwak kredowy – Jezioro Szmaragdowe w Szczecinie
- odsłonięcia skał trzeciorzędowych w dolnych partiach klifów Kępy Oksywskiej oraz na jej północnych stokach w pobliżu Dębogórza